# Frontera entre Laos y Vietnam
La frontera entre Vietnam y Laos es una línea sinuosa de 2.161 kilómetros de extensión en sentido norte-sur, que separa el este de Laos del este de Vietnam. Generalmente sigue la línea divisoria de aguas por las crestas de la cordillera Annamita (en vietnamita Day Truong Son), excepto ocasionalmente al sur, y al noroeste, donde la provincia laosiana de Houaphan se encuentra prácticamente en el lado vietnamita de las cimas.